# Aleksandra Wejman-Sowińska
Aleksandra Józefa Wejman-Sowińska (ur. 19 marca 1941 w Zgierzu, zm. 1 stycznia 2014 tamże) – polska bibliotekarka, bibliotekoznawca, wykładowca Uniwersytetu Łódzkiego, sekretarz resortowej komisji egzaminacyjnej dla bibliotekarzy dyplomowanych.

## Życiorys
Jej ojciec, z zawodu instruktor rolniczy, zginął w 1942 w obozie koncentracyjnym, wcześnie straciła także matkę (1953) i pozostawała pod opieką dalszej rodziny. W 1958 uzyskała maturę w liceum w Zgierzu i podjęła dalszą naukę w łódzkim Studium Nauczycielskim, by w 1959 przejść na Uniwersytet Warszawski i po pięciu latach ukończyć tę uczelnię jako magister filologii. Przez kilka miesięcy pracowała w jednej z warszawskich spółdzielni pracy. 1 listopada 1964 została zatrudniona w Bibliotece Głównej Polskiej Akademii Nauk, gdzie pracowała w oddziałach katalogowania i gromadzenia. W 1965 przeniosła się do Zgierza, a pracę podjęła w Łodzi jako bibliotekarz w Branżowym Ośrodku Informacji Naukowo-Technicznej i Ekonomicznej Centralnego Laboratorium Chłodnictwa. Przygotowanie zawodowe uzupełniała na kursach i szkoleniach w Warszawie, w 1971 ukończyła studia podyplomowe bibliotekoznawcze na Uniwersytecie Adama Mickiewicza w Poznaniu.
Specjalizując się w informacji naukowo-technicznej, w 1972 awansowana została na stanowisko kustosza. Przez pewien czas pracowała w Bibliotece Instytutu Techniki Cieplnej i Chłodnictwa Politechniki Łódzkiej. W Branżowym Ośrodku Informacji Naukowo-Technicznej i Ekonomicznej kierowała Pracownią Upowszechniania Informacji oraz była zastępcą kierownika ośrodka. W 1977 przeszła do Biblioteki Uniwersyteckiej w Łodzi, gdzie kierowała m.in. sekcją katalogowania przedmiotowego. Podnosiła też nadal swoje umiejętności fachowe, kończąc kurs w Instytucie Podwyższania Kwalifikacji Pracowników Informacji w Moskwie (1979) oraz z powodzeniem składając egzamin na bibliotekarza dyplomowanego przed komisją ministerialną (1981), co pozwoliło jej na przejście na stanowisko kustosza dyplomowanego. W 1984 została wicedyrektorem Biblioteki Uniwersytetu Łódzkiego, ale już w październiku tegoż roku przeszła na stanowisko starszego wykładowcy w Katedrze Bibliotekoznawstwa i Informacji Naukowej tej samej uczelni. W 2004 została następczynią Bogumiła Karkowskiego na stanowisku kierownika Podyplomowego Studium Bibliotekoznawstwa i Informacji Naukowej. Prowadziła zajęcia z nauki o informacji, języków informacyjno-wyszukiwawczych, bibliografii, źródeł informacji, podstaw heurystyki informacyjnej, a także była opiekunem szeregu prac dyplomowych, w tym około 50 magisterskich i licencjackich. We wrześniu 1992 obroniła rozprawę doktorską Zakładowe ośrodki informacji naukowej, technicznej i ekonomicznej w Łodzi w latach 1945–1985. Historia, organizacja, działalność, przygotowaną pod kierunkiem Bolesława Świderskiego, a od 1993 była adiunktem. Prowadziła również zajęcia w centrach doskonalenia nauczycieli, była opiekunką praktyk studenckich (na tym polu kontynuowała swoją działalność jeszcze z czasów pracy w Bibliotece Uniwersyteckiej w Łodzi), organizowała w Łodzi seminaria szkoleniowe dla pracowników i studentów jej placówki, prowadzone przez przedstawicieli innych ośrodków w kraju. Na emeryturę przeszła w 2013.
W 1999 znalazła się w składzie Komisji Egzaminacyjnej do przeprowadzenia postępowania kwalifikacyjnego dla kandydatów na bibliotekarza dyplomowanego oraz dyplomowanego pracownika dokumentacji i informacji naukowej przy Ministerstwie Edukacji Narodowej (potem – Ministerstwie Nauki i Szkolnictwa Wyższego) i pełniła funkcję sekretarza Komisji, przygotowując recenzje dorobku kandydatów i opracowując sprawozdania, składane w ministerstwie i publikowane w "Przeglądzie Bibliotecznym".
W pracy naukowej zajmowała się informacją naukową, szczególnie zakładowymi ośrodkami informacji naukowej, technicznej i ekonomicznej oraz bibliotekami tych ośrodków, automatyzacją bibliotek, metodami rozpowszechniania informacji, w późniejszym czasie również zagadnieniem praktyk studenckich. Pierwszą publikację – Branżowe Ośrodki Informacji Technicznej i Ekonomicznej w Łodzi – ogłosiła w 1969 w materiałach pokonferencyjnych. W 1975 opracowała Katalog czasopism zagranicznych znajdujących się w Bibliotece Branżowego Ośrodka Informacji Technicznej i Ekonomicznej za lata 1962–1974 ("Biuletyn Centralnego Laboratorium Chłodnictwa", 1975, nr 3-4). Jej szczególne zainteresowanie stanowiła homeopatia i źródła informacji w tej dziedzinie, czemu poświęciła kilka artykułów w "Archiwum Historii i Filozofii Medycyny" oraz książkę Wiarygodność źródeł informacji w odniesieniu do homeopatii. Analiza krytyczna (Łódź 2008). Opracowała około 350 haseł do Podręcznego słownika bibliotekarza (Warszawa 2011) oraz przygotowywała artykuły do nowego wydania Encyklopedii wiedzy o książce. Poza wymienionymi wyżej publikowała m.in. w "Biuletynie Głównej Biblioteki Lekarskiej", "Rocznikach Bibliotecznych", "Acta Universitatis Lodziensis. Folia Librorum". Była członkiem kolegiów redakcyjnych i rad programowych lub redaktorem technicznym "Biuletynu Centralnego Laboratorium Chłodnictwa", "Przeglądu Dokumentacyjnego. Chłodnictwo", "Komunikatów w Postępie Technicznym w Chłodnictwie", "Praktyce i Teorii Informacji Naukowej i Technicznej". Uczestniczyła w szeregu konferencji, w tym wielokrotnie w Krajowych Forach Informacji Naukowej i Technicznej.
Była odznaczona Medalem Komisji Edukacji Narodowej (2007), otrzymała cztery nagrody rektora Uniwersytetu Łódzkiego i cztery nagrody ministerialne.
Jej mężem był plastyk Jerzy Sowiński. Zmarła 1 stycznia 2014 w Zgierzu, pochowana została na miejscowym cmentarzu.